# Освіта в Туреччині
Освіта в Туреччині регулюється національною системою, створеною відповідно до реформ Ататюрка після Турецької війни за незалежність. Це контрольована державою система, призначена для створення кваліфікованого професійного класу для соціально-економічних інститутів країни.

## Реформа
Згідно з законом про уніфікацію освіти, ратифікованим 1924 року, всі школи передано у відання міністерства освіти. На міністерство освіти покладено завдання реалізації сучасних підходів до навчання та підвищення рівня освіти шляхом відкриття початкових і середніх шкіл та інших інституцій і різних курсів. Нині міністерство виконує ці функції, розробляє відповідні норми та правила, організовує освітні школи для дітей шкільного віку, які потребують особливого догляду.
Обов'язкова освіта в Туреччині триває 12 років. Початкова та середня освіта фінансується державою і безкоштовна в державних школах у віці від 6 до 18 років, і 2001 року охоплення дітей у цьому віці становило майже 100 %. Середня або старша шкільна освіта не обов'язкова, але необхідно для вступу в університети. До 2011 року в Туреччині налічувалося 166 університетів. За винятком факультету відкритої освіти (тур. Açıköğretim Fakültesi) в університеті Анадолу, вступ регулюється державним іспитом ÖSYS, після якого випускники середніх шкіл вступають відповідно до успішності.
2002 року загальні витрати на освіту в Туреччині склали 13,4 млрд дол. США, включно з державним бюджетом, виділеним через Національне міністерство освіти, а також приватними та міжнародними фондами.

## Конституційні принципи турецької системи освіти
1. Відповідність індивідуальним і суспільним потребам.
2. Загальність і рівність.
3. Свобода вибору.
4. Право на освіту.
5. Якість можливостей;
6. Освіта для всіх протягом усього життя.
7. Відповідність реформам Ататюрка, зокрема принципу секуляризму (принцип світськості, відділення церкви від держави).
8. Будівництво демократії.
9. Науковий підхід.
10. Спільне навчання.
11. Співпраця школи і батьків.
12. Структура турецької національної системи освіти[2].

## Історія

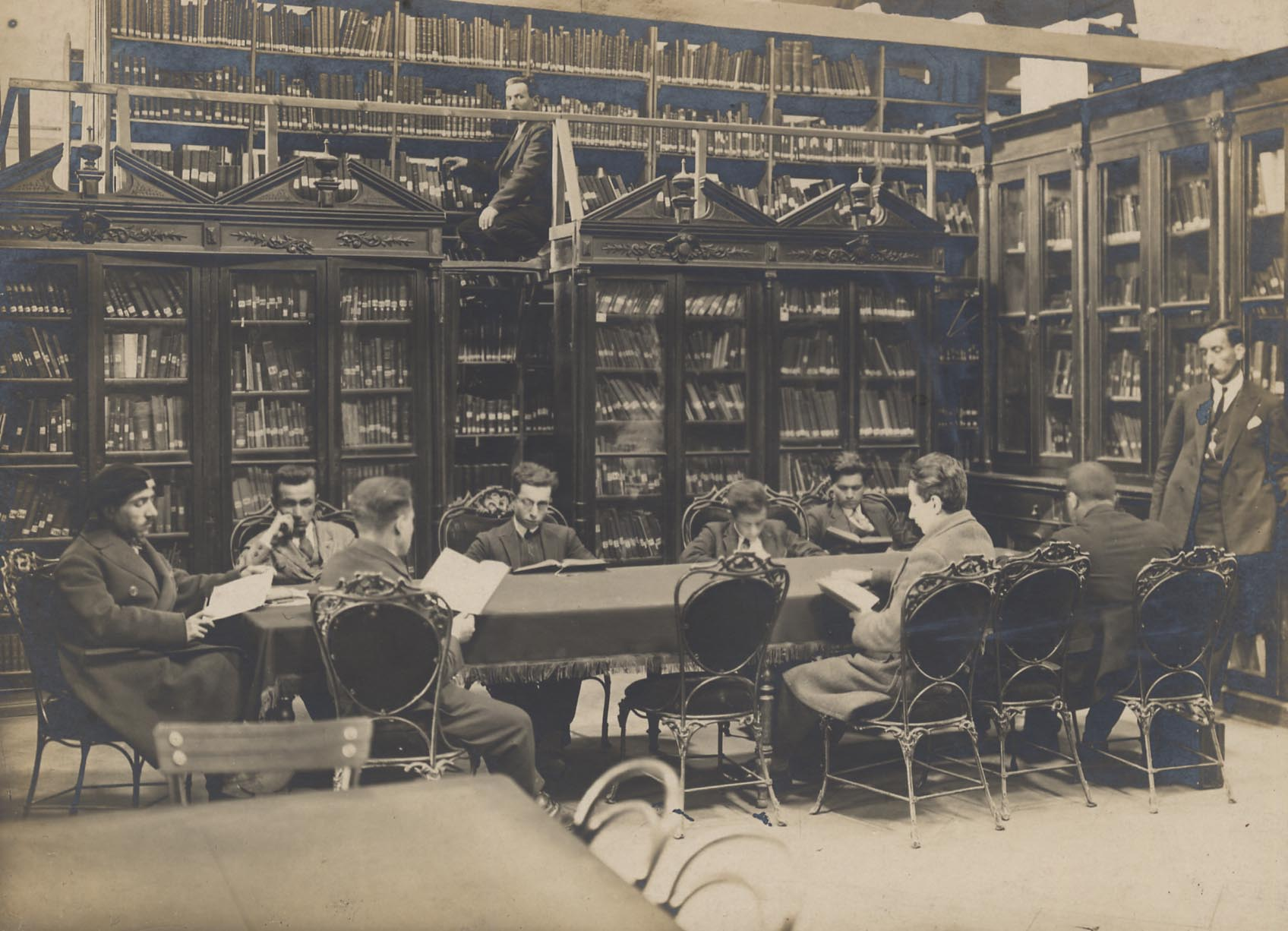
Державна бібліотека Беязит засновано 1884 року

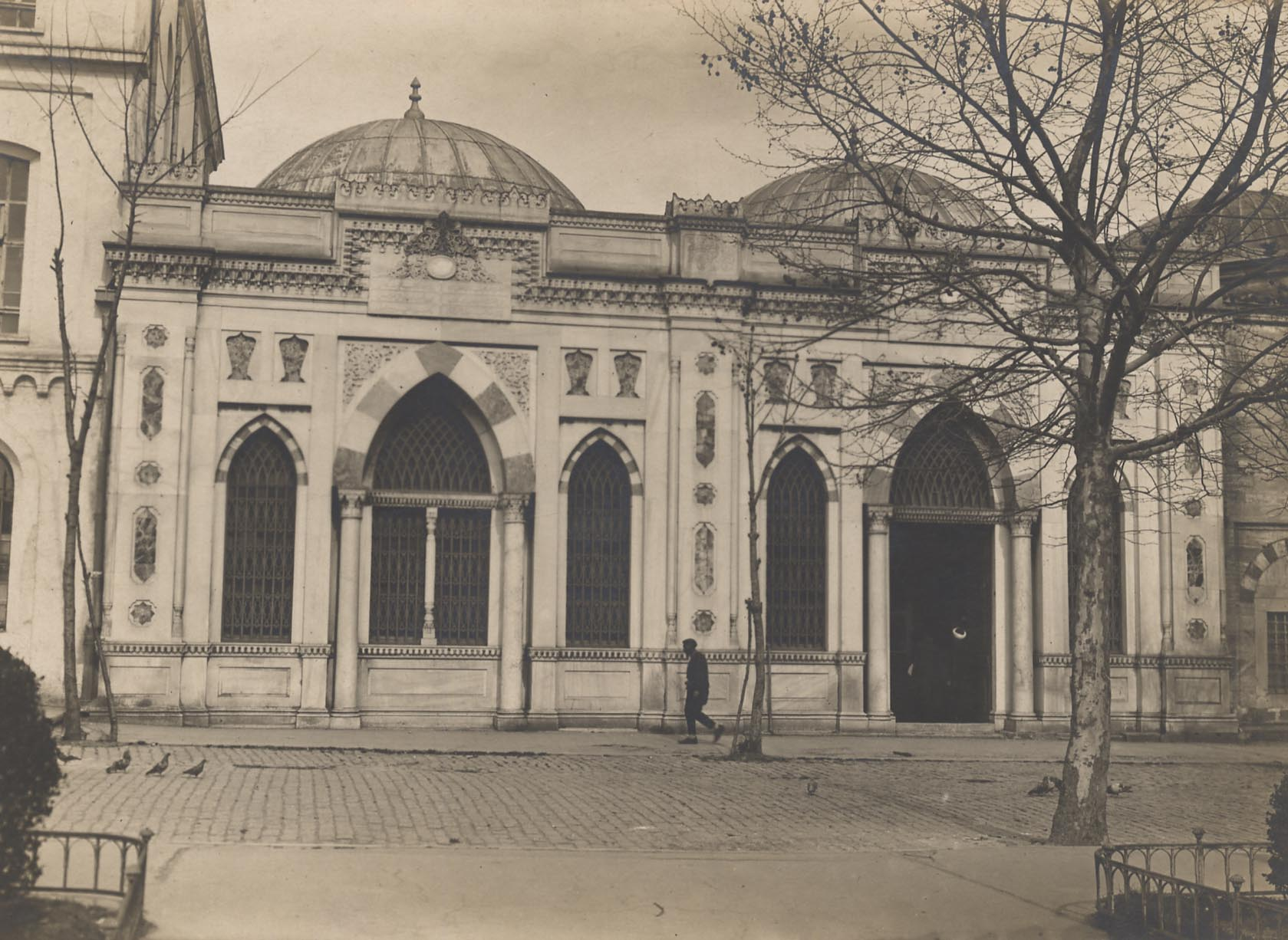
Державна бібліотека Беязит

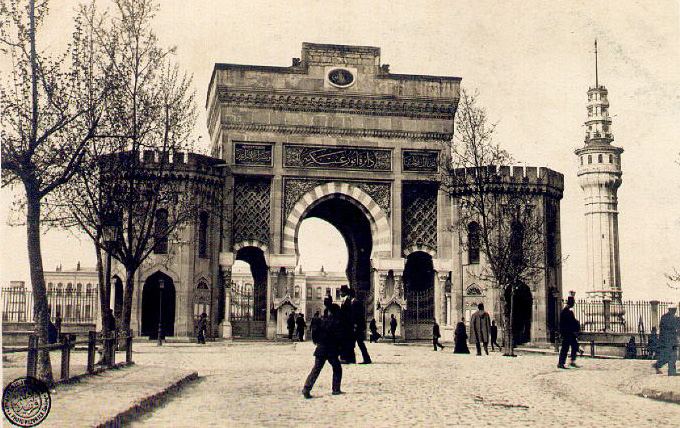
Стамбульський університет — найстаріший університет Туреччини

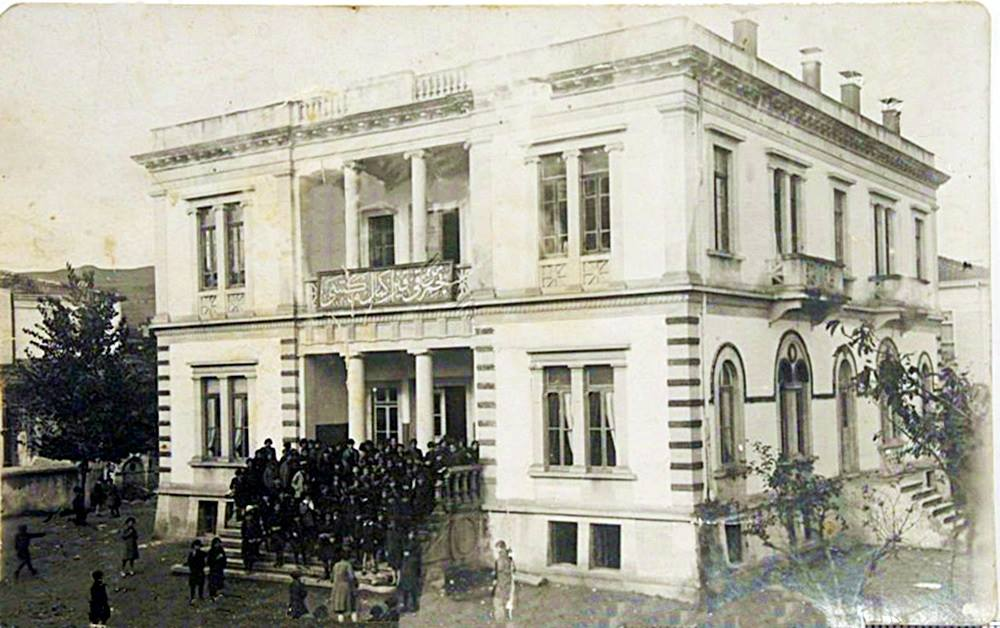
Початкова школа Митатпаша (1920-ті роки) для дівчаток в часи Османської імперії.

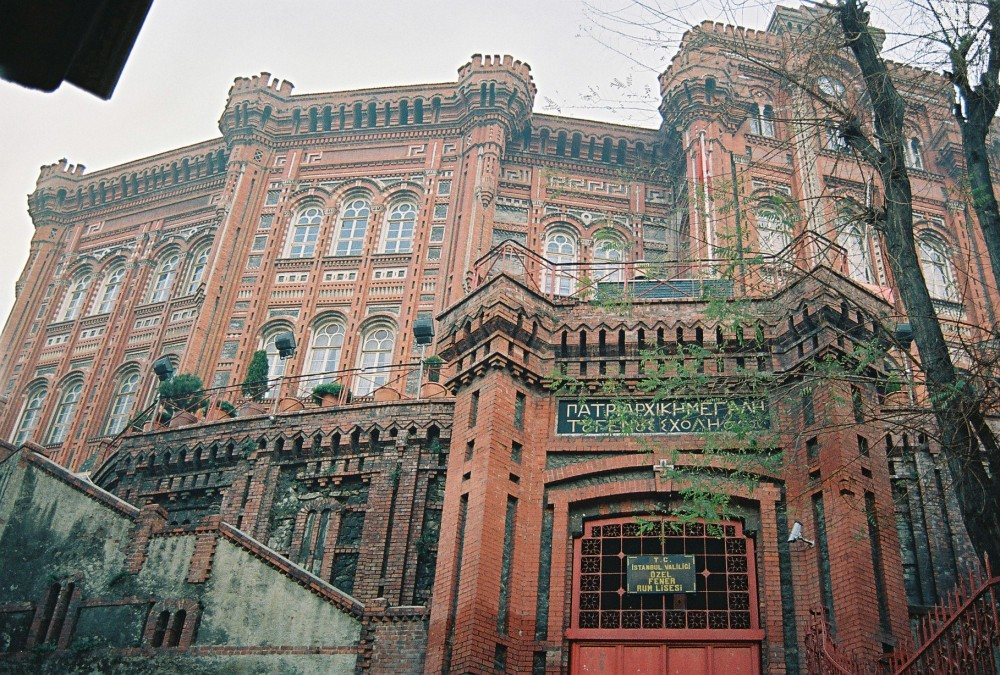
Грецький православний коледж Фанар (Phanar), школу грецької меншини, засновано в часи Осмнаськой імперії 1454 року.

Після заснування Турецької республіки, організація Міністерства освіти поступово розвивалася і його реорганізовано відповідно до Закону № 2287, виданого 1933 року. Міністерство кілька разів змінювало назви: Міністерство культури (1935—1941), Міністерство національної освіти, молоді та спорту (1983—1989). Відтоді воно називається Міністерством національної освіти. До Республіки навчальні заклади мали далеко не народний характер. Школи були організовані за трьома окремими каналами, які були вертикальними установами, незалежними одна від одної. Першими та найпоширенішими в цій організації були районні школи та медресе, засновані на навчанні Корану, арабської мови та запам'ятовуванні, другими були реформні школи та середні школи, що підтримували інновації, а третіми були коледжі та школи іншомовних меншин. Закон про освіту № 430 видано 3 березня 1924 року. За цим законом, три окремих канали об'єднано: перший закрито, другий був розвинуто, а третій передано під керування Міністерства освіти. Однією з цілей закону стало запровадження секуляризму в сфері освіти. Згідно із законом про організацію освіти № 789, виданим 22 березня 1926 року, Міністерству освіти доручено визначити ступінь і рівність державних і приватних шкіл, які вже відкриті або будуть відкриті Міністерством.
У 1923-24 роках у Туреччині налічувалося трохи більше 7000 учнів середніх шкіл, майже 3000 учнів старших класів, близько 2000 учнів технікумів і офіційно 18 000 учнів медресе, з яких 6000 заявили, що вони дійсно учнями, а решта — зареєструвались, щоб уникнути військової служби. Населення Туреччини, на той час, становило близько 13-14 млн осіб.
1 листопада 1928 року прийнято закон № 1353 про введення нового латинського алфавіту. 1931 року створено Асоціацію історії Туреччини, а 1932 року — Асоціацію турецької мови, щоб захистити турецьку мову від впливу іноземних мов, поліпшити її і запобігти неправильному використанню.
До 1997 року діти в Туреччині проходили обов'язкове п'ятирічне навчання. Реформи 1997 року ввели обов'язкову освіту протягом 8 років. Нове законодавство, прийняте в березні 2012 року, продовжило обов'язкову освіту до 12 років.
У липні 2017 року уряд Партії справедливості та розвитку (ПСР) представив нову навчальну програму для шкіл, зокрема, виключивши теорію еволюції і додавши концепцію джихаду, як частину ісламського права в книгах.

## Дошкільна освіта
Дошкільна освіта включає необов'язкову освіту дітей у віці від 3 до 6 років, які не досягли віку початку обов'язкової початкової освіти. Послуги, пов'язані з дошкільною освітою, надають ясла, дитячі садки, практичні групи, які відкриває, перш за все, Міністерство народної освіти, а також денні центри, дитячі садки, будинки денного догляду і дитячі установи, відкривані різними міністерствами та установами, з метою догляду або навчання, що регулюється десятьма законами, двома статутами і десятьма положеннями. У 2001—2002 навчальному році 14 500 вчителів навчали 256 400 дітей у 10 500 дошкільних освітніх установах.

## Початкова освіта

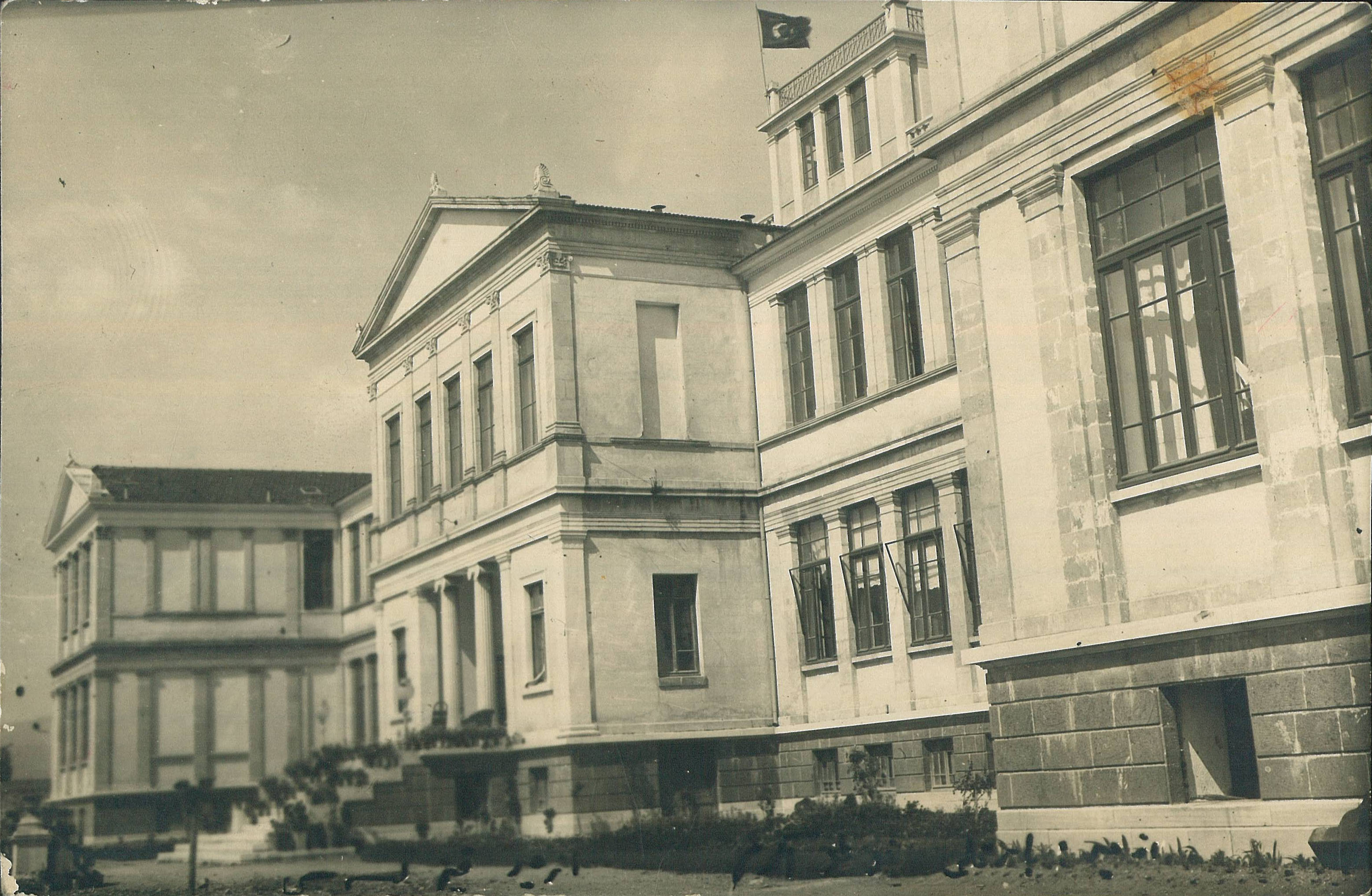
Намік Кемаль Лісесі в Ізмірі.

Навчання в початковій школі (тур. Ilköğretim Okulu) триває 4 роки. Початкова освіта охоплює дітей у віці від 6 до 14 років, є обов'язковою для всіх хлопчиків або дівчаток, і надається в державних школах безкоштовно. Установи початкової освіти — це школи, які забезпечують безперервне навчання протягом восьми років, по закінченні якого, випускники отримують диплом про початкову освіту. Перші чотири роки навчання у початковій школі, іноді називають «Перша школа, 1 рівень» (тур. Ilköğretim Okulu).
У першому, другому та третьому класах є чотири основних предмети, а саме: турецька мова, математика, хаят білгісі (буквально означає «знання життя») та іноземна мова. У четвертому класі «хаят білгісі» замінюють наука і суспільствознавство. Іноземна мова в школах різниться. Найпоширенішою є англійська, тоді як у деяких школах замість неї викладають німецьку, французьку або іспанську. Деякі приватні школи викладають дві іноземних мови одночасно.
Раніше термін «середня школа» (тур. orta okul) використовувався для трирічного навчання, яке йшло після обов'язкових тоді 5 років у «першій школі» (тур. orta okul). Зараз другі чотири роки початкової освіти іноді називають «Перша школа, 2 рівень» (тур. Ilkokul 2. Kademe). Нині початкові школи можуть бути державними або приватними. Державні школи безкоштовні, а плата за навчання у різних приватних школах відрізняється. У приватних школах зазвичай на вищому рівні, ніж у державних школах, викладаються іноземні мови, оскільки більшість приватних шкіл воліють наймати, як вчителів, носіїв мови.
У шостому і сьомому класах є п'ять основних предметів: турецька мова, математика, природознавство, суспільствознавство та іноземна мова. У восьмому класі суспільні науки замінює «Історія турецької революції і кемалізму» (Т. С. Інкілап таріхі «Історія революції і Ататюрка»).
У 2001–2002 навчальному році в 34 900 школах 375 500 вчителів навчали 10,3 млн учнів, а працювало.

## Середня освіта

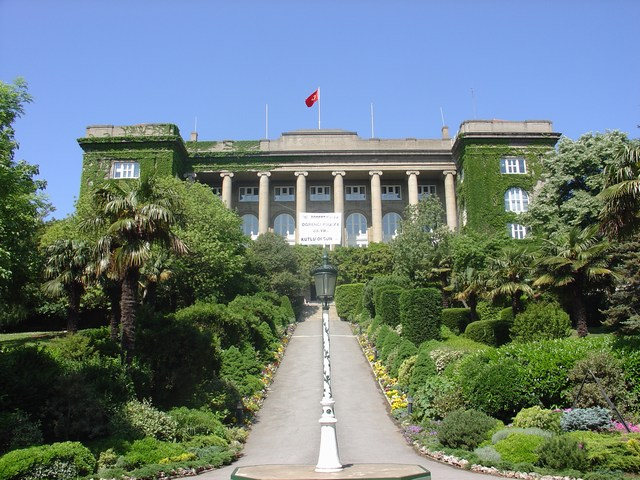
Коледж Роберт у Стамбулі

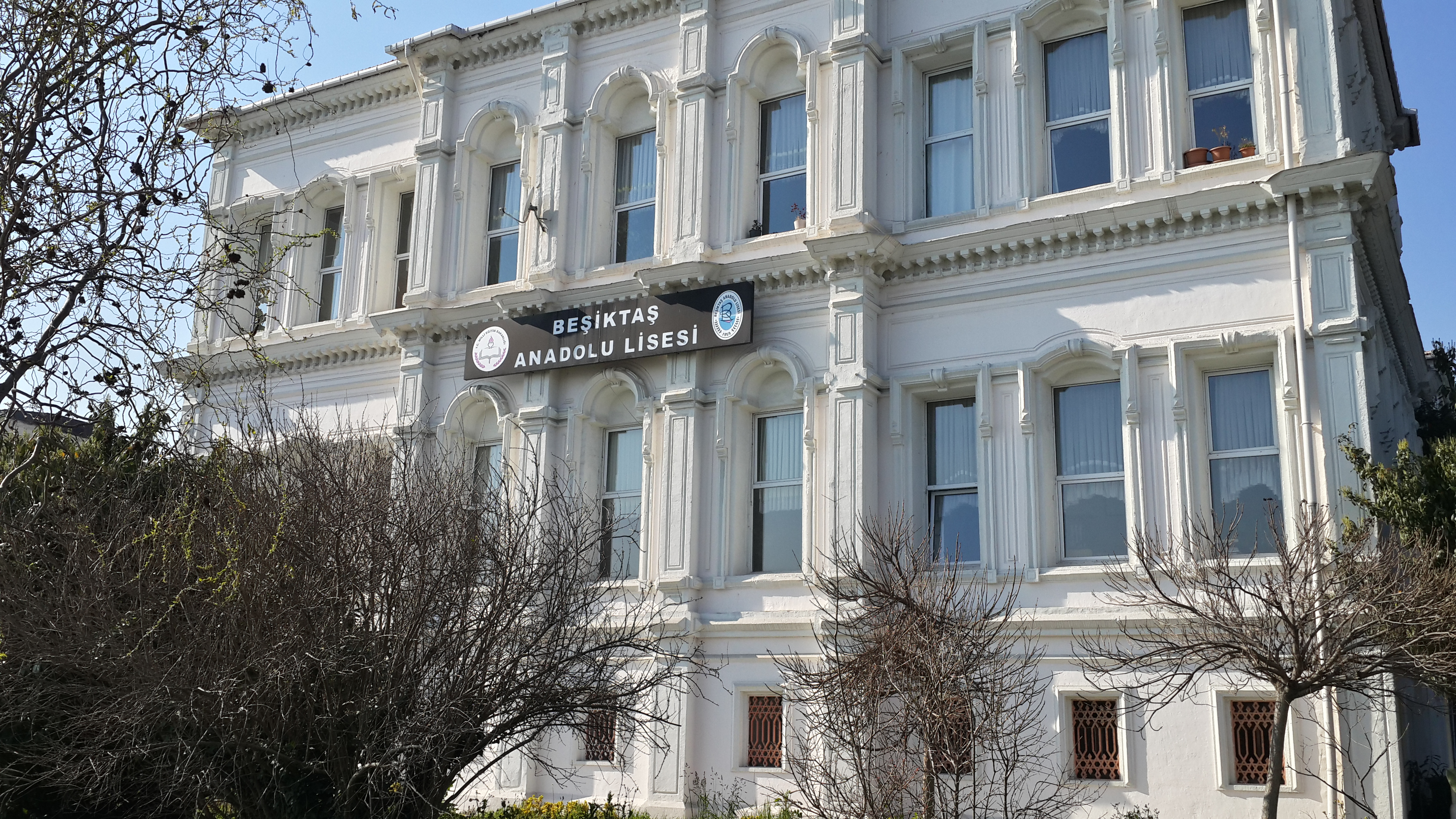
Анатолійський ліцей в районі Бешікташ, середня школа в Стамбулі.

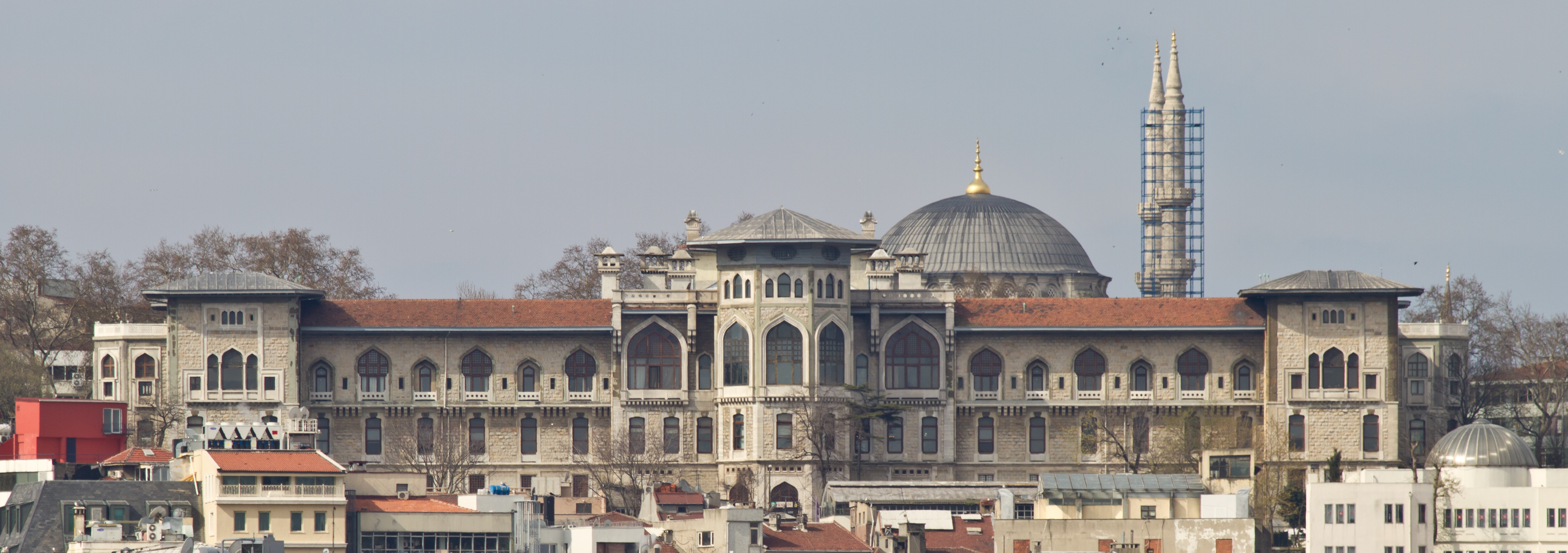
Стамбульську середню школу (Стамбульська чоловіча середня школа турецькою мовою) засновано 1886 року.

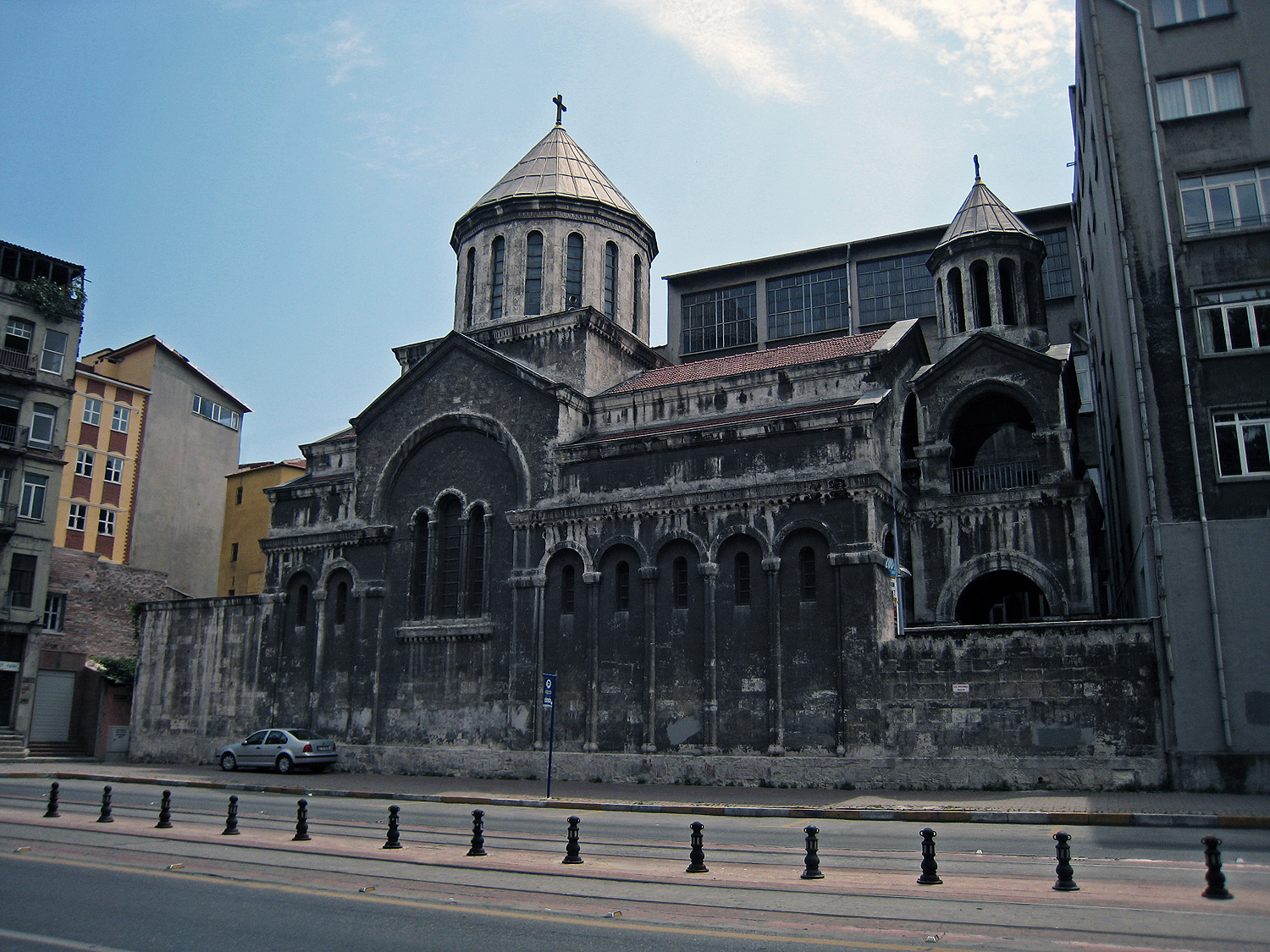
Вірменська середня школа «Гетронаган» — приватна школа вірменської меншини, заснована 1886 року. 2001 року в школі навчалося 182 учні.

Середня освіта включає всі загальноосвітні, професійні та технічні навчальні заклади, які забезпечують не менше трьох років навчання після закінчення початкової школи. Система вступу в старшу школу змінюється майже кожного року. Середня освіта спрямована на те, щоб дати учням хороший рівень загальних знань і підготувати їх до вищої освіти, до покликання, до життя і до бізнесу відповідно до їхніх інтересів, навичок та здібностей. У 2001–2002 навчальному році в 6000 навчальних закладів навчалося 2,3 мільйона студентів і працювало 134 800 вчителів. Загальна середня освіта охоплює освіту дітей у віці 15-17 років, протягом не менше трьох років після початкової освіти. Загальна середня освіта включає середні школи, середні школи з викладанням іноземної мови, середні анатолійські школи, середні школи природничих наук, середні анатолійські школи образотворчого мистецтва. Професійно-технічну середню освіту забезпечують навчальні заклади, які виховують учнів як робочу силу для підприємств та інших професійних сфер, готують їх до вищої освіти і відповідають цілям загальної середньої освіти. Середня професійно-технічна освіта включає школи технічної освіти для хлопчиків, школи технічної освіти для дівчаток, школи торгівлі та туризму, школи релігійної освіти, багатопрограмні середні школи, школи спеціальної освіти, приватні освітні школи і медичні школи.
Середню освіту часто називають вищою шкільною освітою, оскільки школи називають ліцеями (тур. Ilkokul 2. Kademe).
У державних і професійно-технічних ліцеях учні щодня відвідують шість занять, кожне з яких триває приблизно 40 хв. В анатолійських середніх та приватних середніх школах щоденна програма, як правило, довша, до восьми занять на день, включно з обіднім періодом. Усі дев'ятикласники навчаються одним і тим самим предметам по всій країні, з невеликими відмінностями в деяких випадках. Ці предмети: турецька мова, турецька література, математика, фізика, хімія, біологія, геометрія, всесвітня історія, географія, релігія і етика, фізичне виховання, іноземна мова (в більшості випадків англійська), друга іноземна мова (найчастіше німецька, але може бути французька, італійська, японська, арабська, російська чи китайська).
Коли учні вступають до 11 класу, вони зазвичай вибирають один з чотирьох курсів: турецька мова — математика, природознавство, суспільні науки та іноземні мови. У професійно-технічних ліцеях не пропонується ніяких курсів, а в наукових зво пропонуються тільки наукові курси. Для 10, 11 і 12 класів обов'язкові курси: турецька мова, турецька література, республіканська історія і пропаганда. На додаток до цього, залежно від обраного напряму та/або середньої школи, яку вони відвідують, учні можуть навчатися таким наукам: математика, геометрія, статистика, фізика, біологія, хімія, географія, філософія, психологія, соціологія, економіка, логіка, мистецтво та музика, рух і здоров'я, комп'ютер, фізичне виховання, перша і друга іноземна мова.
Раніше випускникам видавали диплом з обраного ними академічного курсу, що давало їм перевагу, якщо вони хотіли отримати вищу освіту у відповідних галузях. Станом на 2010 – 2011 навчальний рік усі учні старших класів отримують стандартний диплом середньої школи.
Наприкінці середньої школи, після 12-го класу, учні здають випускний іспит у школі, і вони повинні пройти його, щоб скласти вступний іспит в університет і там продовжити навчання.
Існує чотири типи оцінювання для різних академічних галузей, а саме:
- Турецька мова — математика: міжнародні відносини, право, освіта, психологія, економіка, управління бізнесом тощо.
- Наука: інженерія, інформатика, медицина та інші наукові професії.
- Суспільні науки: історія, географія та освіта.
- Іноземні мови: мова / лінгвістика та викладання мов.

### Міжнародна освіта

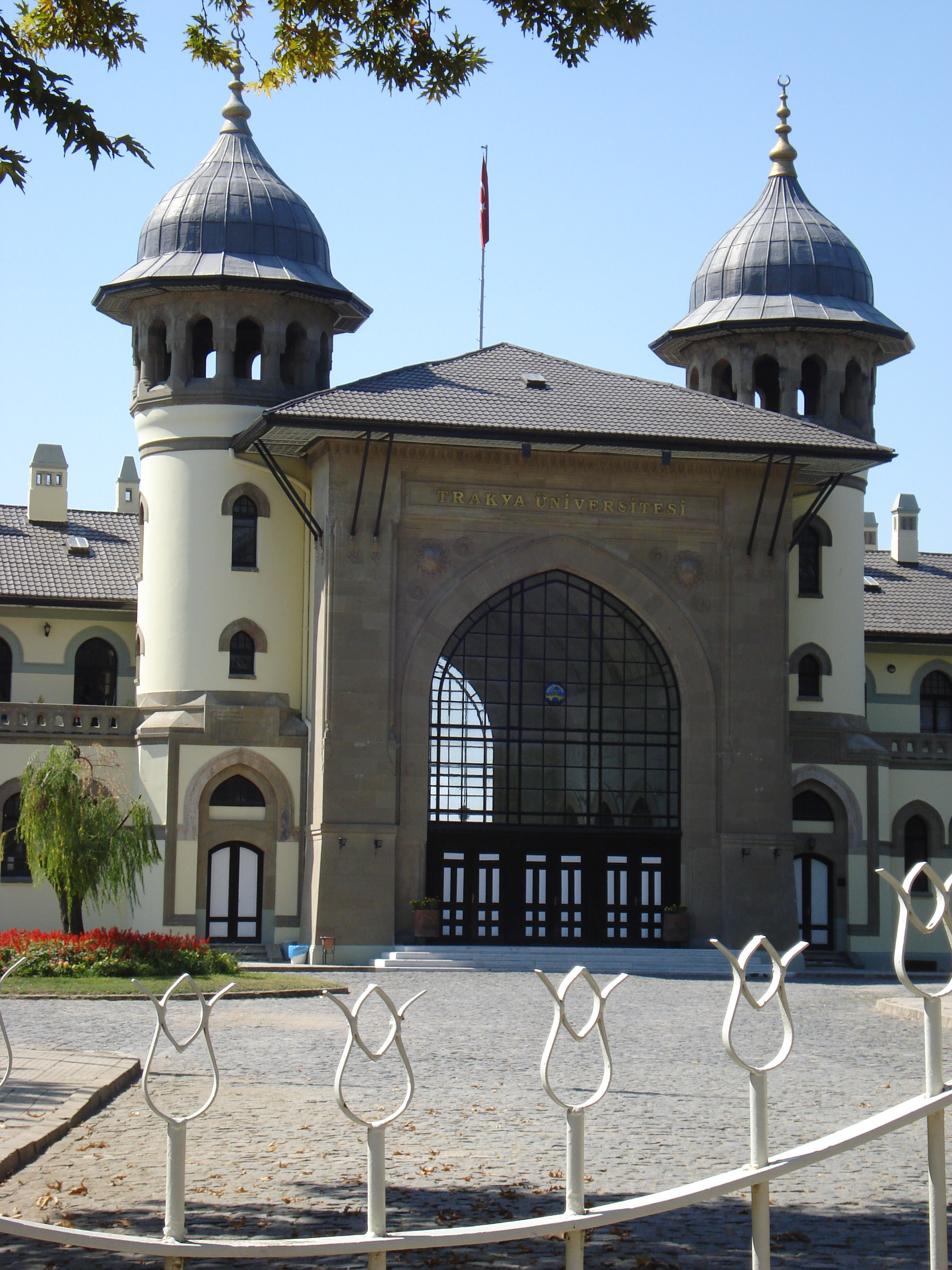
Тракійський університет в Едірне.

Міжнародний бакалаврат доступний у Туреччині від 1994 року, коли перша школа була затверджена IB (Програмою Міжнародного бакалаврату). Нині одну або кілька програм IB пропонують 53 школи.

### Професійна освіта

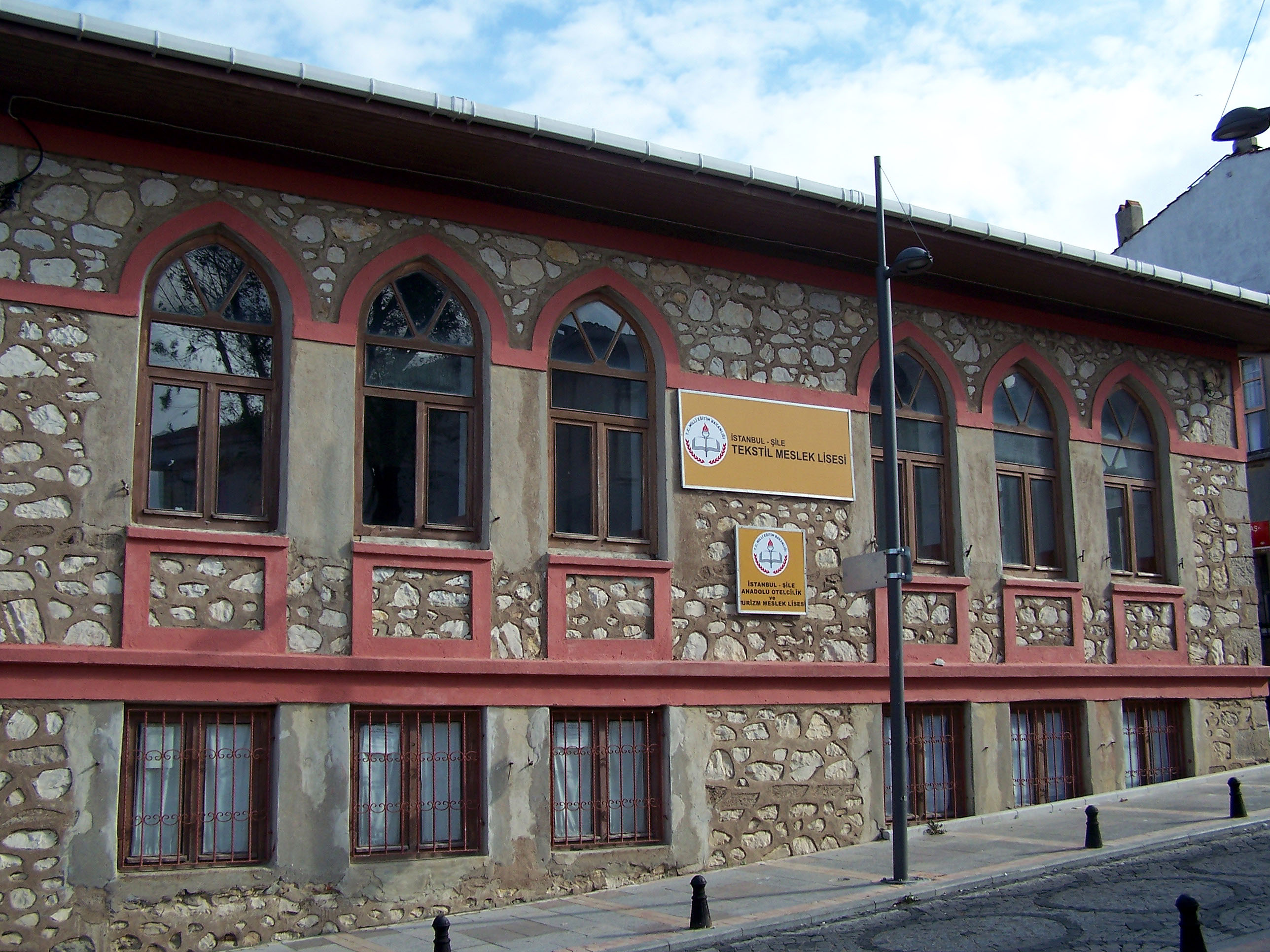
Професійна середня школа текстилю в Шіле, Стамбул.

Професійно-технічна середня освіта включає установи, які, як виховують студентів як робочу силу для підприємств та інших професійних галузей, так і готують їх до вищої освіти і реалізують цілі загальної середньої освіти. Професійно-технічна середня освіта охоплює технічні училища для хлопців, технічні училища для дівчат, школи торгівлі та туризму, школи релігійної освіти, багатопрофільні середні школи, спеціальні навчальні заклади, приватні навчальні заклади і медичні навчальні заклади. У 2001—2002 навчальному році в 3400 професійно-технічних училищах 66 100 вчителів навчали 821 900 учнів. У відповідності зі статтею 37 Закону № 3308 про професійну освіту, Міністерство національної освіти організує професійні курси для підготовки осіб, які залишили систему формальної освіти і не мають кваліфікації, необхідної для працевлаштування на вакантні посади у підприємницькому секторі. На основі програм професійної підготовки, міністерство виплачує страхові внески у зв'язку з нещасними випадками на виробництві, професійними захворюваннями в період професійної підготовки та іншими захворюваннями учасників курсів, пов'язаних з їх професійною діяльністю. Ці учасники, після отримання освіти, можуть здавати іспити з професійного навчання, а виконана ними робота оцінюється відповідно до Положення про оцінку сертифікатів і дипломів про учнівство і професійне навчання.
Особи, які працюють у 109 галузях, згадані в Законі № 3308, які здобули початкову освіту і не досягли 14 років, можуть проходити навчання як кандидати в підмайстри або підмайстри. Закон № 4702 надає можливість пройти навчання особам старшим від 19 років. Період навчання становить від 2 до 4 років, залежно від професії.
Підлітки, які не відвідували закладів формальної системи освіти або залишили її на будь-якому етапі, можуть здавати іспит на отримання професійної кваліфікації після 1 року адаптаційної підготовки, за умови, що вони досягли віку 16 років на дату включення цієї професії в сферу охоплення закону. Особи, які досягли 18-річного віку, можуть, безпосередньо, здавати іспит з професійного навчання, якщо є свідоцтво, яке підтверджує, що він / вона працює у відповідній професії.
Ті, хто закінчують професійно-технічні навчальні заклади або професійно-технічні училища, можуть здати іспит на отримання кваліфікації зі своєї професії. Випускникам технічних вузів чи 4-річних програм у професійно-технічних училищах та установах видається сертифікат, який дозволяє розпочати підприємницьку діяльність з привілеями та обов'язками кваліфікаційного сертифіката. 2001 році в 345 центрах професійної підготовки навчалося 248 400 учнів і викладало 5100 вчителів.

### Нова система: 4+4+4
У березні 2012 року Великі національні збори ухвалили новий закон про початкову і середню освіту, зазвичай званий «4 + 4 + 4» (4 роки початкової освіти, перший рівень, 4 роки початкової освіти, другий рівень і 4 роки середньої освіти). Початкову освіту діти почнуть у вересні після досягнення 6-річного віку, і завершать протягом навчального року, в якому учням виповнюється 14 років.